# Frikativ
Ein Frikativ (auch Reibelaut, Engelaut, Konstriktiv, Spirans, Spirant) ist ein nach seiner Artikulationsart benannter Konsonant. Bei der Artikulation wird eine Engstelle gebildet, die die ausströmende Luft verwirbelt und den Reibelaut erzeugt. Frikative können stimmlos oder stimmhaft sein. Eine große Untergruppe der Frikative bilden die Zischlaute (Sibilanten), die im vorderen Mundbereich gebildet werden und sich durch ein hörbares Pfeifen bzw. Zischen auszeichnen.
Beispiele für Frikative sind die deutschen Laute, die als „s“, „f“ oder „v“ geschrieben werden.
Das Internationale Phonetische Alphabet kennt folgende Frikative:
- bilabiale Frikative 
  - [⁠ɸ⁠] stimmloser bilabialer Frikativ
  - [⁠β⁠] stimmhafter bilabialer Frikativ
- labiodentale Frikative (Lippenzahnreibelaute) 
  - [⁠f⁠] stimmloser labiodentaler Frikativ
  - [⁠v⁠] stimmhafter labiodentaler Frikativ
- dentale Frikative 
  - [⁠θ⁠] stimmloser dentaler Frikativ
  - [⁠ð⁠] stimmhafter dentaler Frikativ
- alveolare Frikative (Zahnreibelaute) 
  - [⁠s⁠] stimmloser alveolarer Frikativ
  - [⁠z⁠] stimmhafter alveolarer Frikativ
  - [⁠ɬ⁠] stimmloser alveolarer lateraler Frikativ
  - [⁠ɮ⁠] stimmhafter alveolarer lateraler Frikativ
- postalveolare Frikative (palatoalveolare Reibelaute) 
  - [⁠ʃ⁠] stimmloser postalveolarer Frikativ
  - [⁠ʒ⁠] stimmhafter postalveolarer Frikativ
- retroflexe Frikative 
  - [⁠ʂ⁠] stimmloser retroflexer Frikativ
  - [⁠ʐ⁠] stimmhafter retroflexer Frikativ
- alveolopalatale Frikative 
  - [⁠ɕ⁠] stimmloser alveolopalataler Frikativ
  - [⁠ʑ⁠] stimmhafter alveolopalataler Frikativ
- palatale Frikative (Vordergaumenreibelaute) 
  - [⁠ç⁠] stimmloser palataler Frikativ (Ich-Laut)
  - [⁠ʝ⁠] stimmhafter palataler Frikativ
- velare Frikative (Hintergaumenreibelaute) 
  - [⁠x⁠] stimmloser velarer Frikativ (Ach-Laut)
  - [⁠ɣ⁠] stimmhafter velarer Frikativ
  - [⁠ʍ⁠] stimmloser labialvelarer Frikativ
  - [⁠ɧ⁠] stimmloser dorsopalataler velarer Frikativ
- uvulare Frikative 
  - [⁠χ⁠] stimmloser uvularer Frikativ (Ach-Laut)
  - [⁠ʁ⁠] stimmhafter uvularer Frikativ
- pharyngale Frikative 
  - [⁠ħ⁠] stimmloser pharyngaler Frikativ
  - [⁠ʕ⁠] stimmhafter pharyngaler Frikativ
- epiglottale Frikative 
  - [⁠ʜ⁠] stimmloser epiglottaler Frikativ
  - [⁠ʢ⁠] stimmhafter epiglottaler Frikativ
- glottale Frikative (Stimmritzenreibelaute) 
  - [⁠h⁠] stimmloser glottaler Frikativ
  - [⁠ɦ⁠] stimmhafter glottaler Frikativ
- ejektive Frikative 
  - [⁠s’⁠] alveolarer ejektiver Frikativ
  - [fʼ] labiodentaler ejektiver Frikativ